# シンガポールサッカー協会
シンガポールサッカー協会（シンガポールサッカーきょうかい、英: Football Association of Singapore）は、シンガポールのサッカー協会である。略称はFAS。

## 概要
1892年に設立された。1952年に国際サッカー連盟に加盟。アジアサッカー連盟(AFC)創設(1954年5月8日)メンバーであり、創設と同時にAFC加盟。また、ASEANサッカー連盟には1984年の設立当初より加盟している。

## 歴代会長
- Soh Ghee Soon 1950代-1963
- Hussein Kumari 1963-1974
- N Ganesan 1974-1981
- Abbas Abu Amin 1989-1991
- 馬宝山 1991-2009
- Zainudin Nordin 2009-

## 主な組織・チーム
- サッカーシンガポール代表
- サッカーシンガポール女子代表
- Sリーグ
- シンガポール女子サッカー・プレミアリーグ
- シンガポールカップ

同協会運営クラブチーム
- ヤング・ライオンズ（Sリーグ）
- シンガポール・ライオンズXII（マレーシアサッカーリーグ）
- シンガポール・ライオンズ (初代)（マレーシアサッカーリーグ　過去）